# Василевский, Дмитрий Ефимович
Дмитрий Ефимович Василевский (1781—1844) — русский правовед, ординарный профессор Московского университета.

## Биография
Родился в семье священника в 1781 году; по другим сведениям — в 1789 году. В 1805 году был отправлен из Калужской духовной семинарии в Санкт-Петербург, в Педагогический институт. По окончании курса со степенью магистра философии в 1809 году, он был оставлен преподавателем института по кафедре логики и психологии. Одновременно был преподавателем русской словесности, мифологии и всеобщей истории в Академии художеств. В Педагогическом институте преподавал до 1816 года. В 1817 году перешёл на службу в Московский университет.
В 1817 году сдал экзамены на степень доктора философии, в 1820 году обратился в Совет университета с просьбой командировать его за границу для усовершенствования в философии, праве и политической экономии. С осени 1820 года учился на юридическом факультете Гёттингенского университета.
По возвращении в Россию был избран на должность экстраординарного профессора (1823), затем — ординарного профессора (1824) политического и народного права нравственно-политического факультета Московского университета. Преподавал логику, психологию, право политическое, уголовное и политическую экономию. В 1828 году Василевскому были поручены лекции по дипломатике, которые он читал по новейшим исследованиям немецких учёных.
Состоял действительным членом Общества любителей российской словесности (с 1824).
По результатам ревизии Московского учебного округа товарищем министра народного просвещения С. С. Уваровым в 1832 году, Василевский был признан «неспособным к занятию профессорской кафедры» и в 1834 году уволен в отставку. Как вспоминал один из его слушателей, Василевский «с энтузиазмом проводил какие-нибудь либеральные идеи, которые всегда нравятся молодёжи». Возможно, в этом следует искать причины его неожиданного увольнения из Московского университета. В 1832 году появилось предписание попечителя Московского учебного округа князя С. М. Голицина (формальная отставка по просьбе Василевского состоялась в 1834 году, когда истекли 25 лет его службы по ведомству народного просвещения, необходимые для получения пенсии).